# Listă de români expatriați în Italia
Aceasta este o listă de români expatriați în Italia:

## Actori
- Ramona Bădescu

## Fotomodele
- Mădălina Ghenea
- Catrinel Menghia

## Soprane
- Virginia Zeani

## Oameni de afaceri
- Iosif Constantin Drăgan

## Politicieni
- Nicolae Bălcescu
- Nicolae Petrescu-Comnen

## Scriitori
- Vintilă Horia

## Compozitori
- Nello Manzatti

## Handbaliști
- Lidia Drăgănescu
- Steluța Luca

## Voleibaliști
- Iuliana Nucu

## Fotbaliști
- Denis Alibec
- Paul Codrea
- Cristian Chivu
- Cosmin Contra
- Nicolae Dică
- Norberto Höfling
- Bogdan Lobonț
- Adrian Mutu
- Gheorghe Popescu
- Florin Răducioiu
- Ioan Ovidiu Sabău
- Gabriel Torje

## Antrenori de fotbal
- Mircea Lucescu